# Ocotea trianae
Ocotea trianae là loài thực vật có hoa trong họ Nguyệt quế. Loài này được Rusby miêu tả khoa học đầu tiên năm 1910.